# Rakovica (Dortmund)
Rakovica je bio hrvatski emigrantski list, glasilo Saveza hrvatskih radnika u Njemačkoj koje je izlazilo u Dortmundu od 1962. godine.

## Vanjske poveznice i izvori
- Bibliografija Hrvatske revije  Arhivirana inačica izvorne stranice od 20. lipnja 2006. (Wayback Machine) Franjo Hijacint Eterović: Trideset godina hrvatskog iseljeničkog tiska 1945-1975.
- Hrvatska revija[neaktivna poveznica] Vinko Nikolić: Rakovica, glasilo Saveza hrvatskih radnika u Njemačkoj